# BloodRayne 2
BloodRayne 2, desarrollado por Terminal Reality, es un videojuego de terror y disparos, este no continua donde terminó BloodRayne; en cambio, se lleva a cabo a 60 y 70 años más tarde, en un escenario contemporáneo (años 2000).

## Personajes principales
- Rayne: El personaje principal, Rayne ahora está cazando a su propio padre vampiro.
- Severin: adlátere de Rayne de Brimstone Society.
- Ferril: hermanastra de Rayne.
- Ephemera: hermanastra de Rayne.
- Kagan: un señor vampiro, y padre malvado de Rayne.

## Recepción
- IGN: versión para PC: 6.8 versión para Xbox: 8 versión para PS2: 8
- Gamedaily: Xbox versión: 7 PS2 versión: N/A versión para PC: 6
- Gamespot: versión para PS2 y Xbox: 7.3 versión para PC: 6
- Gamespy: versión para PC: N/A Xbox y PS2: 3.5/5
- Gamepro: versión para PC:3.2/5 versión para Xbox:3.2 versión para PS2: 3.2
- X-Play le dio un 3/5.